# Torneio de xadrez de Birmingham de 1858
O Torneio de xadrez de Birmingham de 1858 ou Segundo Congresso da Associação Britânica de Xadrez foi uma competição de xadrez disputada na cidade da Birmingham entre 24 e 27 de agosto de 1858. Participaram dezesseis jogadores entre eles Henry Bird, Howard Staunton, Saint-Amant, Paul Morphy e John Owen. O torneio foi a disputado no sistema eliminatório e a competição foi vencida por Johann Löwenthal que venceu Ernst Karl Falkbeer na final
|  | Primeira rodada | Primeira rodada | Primeira rodada |  |  | Segunda rodada | Segunda rodada | Segunda rodada |    |       | Semi-final | Semi-final | Semi-final |  |  | Final | Final | Final |
|  |                 |                 |                 |  |  |                |                |                |    |       |            |            |            |  |  |       |       |       |
|  | Robert Brien    | Robert Brien    | 1               |  |  |                |                |                |    |       |            |            |            |  |  |       |       |       |
|  | Bird            | Bird            | 1               |  |  | Brien          | Brien          | 0              |    |       |            |            |            |  |  |       |       |       |
|  | Morphy          | Morphy          | 0               |  |  | Smith          | Smith          | 0              |    |       |            |            |            |  |  |       |       |       |
|  | C.F. Smith      | C.F. Smith      | 0               |  |  |                |                |                |    | Brien | Brien      | 2½         |            |  |  |       |       |       |
|  | Falkbeer        | Falkbeer        | 3½              |  |  |                | Falkbeer       | Falkbeer       | 3½ |       |            |            |            |  |  |       |       |       |
|  | Clement Ingleby | Clement Ingleby | 1½              |  |  | Falkbeer       | Falkbeer       | 2              |    |       |            |            |            |  |  |       |       |       |
|  | Saint-Amant     | Saint-Amant     | 2               |  |  | Saint-Amant    | Saint-Amant    | 1              |    |       |            |            |            |  |  |       |       |       |
|  | Beetlestone     | Beetlestone     | 0               |  |  |                |                |                |    |       | Falkbeer   | Falkbeer   | 3          |  |  |       |       |       |
|  | Owen            | Owen            | 2               |  |  |                | Löwenthal      | Löwenthal      | 5  |       |            |            |            |  |  |       |       |       |
|  | Thomas Hampton  | Thomas Hampton  | 0               |  |  | Owen           | Owen           | 2              |    |       |            |            |            |  |  |       |       |       |
|  | George Salmon   | George Salmon   | 2               |  |  | Salmon         | Salmon         | 0              |    |       |            |            |            |  |  |       |       |       |
|  | Djuro Szabo     | Djuro Szabo     | 0               |  |  |                |                |                |    | Owen  | Owen       | ½          |            |  |  |       |       |       |
|  | Staunton        | Staunton        | 2               |  |  |                | Löwenthal      | Löwenthal      | 2½ |       |            |            |            |  |  |       |       |       |
|  | M.E. Hughes     | M.E. Hughes     | 0               |  |  | Staunton       | Staunton       | 0              |    |       |            |            |            |  |  |       |       |       |
|  | Löwenthal       | Löwenthal       | 2               |  |  | Löwenthal      | Löwenthal      | 2              |    |       |            |            |            |  |  |       |       |       |
|  | James Kipping   | James Kipping   | 0               |  |  |                |                |                |    |       |            |            |            |  |  |       |       |       |